# SUMMER TIME (NEWS의 노래)
〈SUMMER TIME〉은 NEWS의 9번째 싱글이다.

## 개요
전작 〈태양의 눈물〉로부터 약 2개월 정도 후 발매이며, zopp에 의한 작사 작품은 싱글 〈weeeek〉의 커플링 곡 이래이다. 또, 통상반 수록의 〈Baby! Be My Baby!〉는 zopp 주최 〈zopp의 작사 클럽〉 제1기 졸업생의 RYOKa의 작사에 의한 것이다.
PV는 뛰쳐나오는 그림책같이 되어 있고, 테고시가 코지마 요시오의 〈라스타라스타피~야~〉를 하고 있다.
순위는 2004년 5월의 데뷔 싱글 〈희망~Yell~〉로부터 9작 연속으로 1위를 획득해, 히카루GENJI가 가진 8작 연속을 빼내어 〈데뷔 싱글로부터의 연속 1위 기록〉의 역대 단독 2위가 되었다. 또, 4작 연속으로 초동 매상이 20만매를 넘었다.
본작의 PV에서도 야마시타가 종이 컵을 사용하고 있다. 〈별을 향해서〉부터 〈weeeek〉, 〈태양의 눈물〉, 〈SUMMER TIME〉으로 4연속 종이컵을 사용했다.

## 수록곡

### 초회 생산 한정반
1. SUMMER TIME
작사: zopp / 작곡: Red-T / 편곡: NAOKI-T / Rap 작사: LOWARTH
  - 크림슨 《RUSS-K》 CM송
2. EASY COME, EASY GO
작사: zopp / 작곡: 후쿠시 켄타로 / 편곡: 스즈키 마사야
  - TBS계 《내일 사용할 수 있는 심리학! 텝판노트》 테마 송
3. Liar
작사: AZUKI / 작곡: Carl Falk, Kristian Ludin, Jake Schulz, Savan Kotecha / 편곡: ha-j, 사사키 유우 / Rap 작사: LOWARTH
4. SUMMER TIME（オリジナル・カラオケ）

사양·봉입 특전
- 3면 6페이지 자켓

### 통상반
1. SUMMER TIME
2. EASY COME, EASY GO
3. Baby! Be My Baby!
작사: RYOKa / 작곡·편곡: Shusui, Mattias Håkansson, Stefan Åberg, Vincent Degiorgio

사양·봉입 특전
- 2면 4페이지 자켓